# Millettia schliebenii
Millettia schliebenii är en ärtväxtart som beskrevs av Hermann August Theodor Harms. Millettia schliebenii ingår i släktet Millettia och familjen ärtväxter. IUCN kategoriserar arten globalt som sårbar. Inga underarter finns listade i Catalogue of Life.